# Peter Brown (empresario)

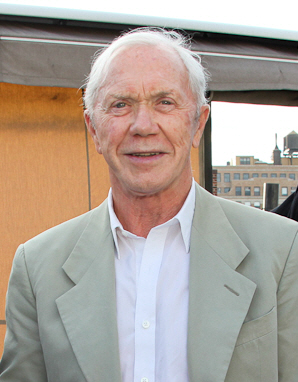
Peter Brown el 26 de junio de 2012, en la ciudad de Nueva York.

Peter Brown es un empresario inglés con sede en Estados Unidos. 

## Biografía
Después de que Brian Epstein contratase a Brown para llevar la tienda de música de Epstein en Liverpool, se convirtió en parte del equipo de dirección de The Beatles. Siguió siendo el ayudante personal de Epstein y de The Beatles hasta la disolución de la banda. 
Ayudó a fundar y sirvió como miembro del consejo de Apple Corps y asumió los deberes de Epstein después de la muerte del gerente. Después de esto comenzó a crear diversas empresas. 
Actualmente reside en la ciudad de Nueva York. John Lennon lo menciona en su canción The Ballad of John and Yoko de 1969 con The Beatles (aunque solo fue grabada por Paul McCartney y el mismo). La canción narra los acontecimientos que llevaron al casamiento de Lennon con Yoko Ono y en una estrofa dice: "Fin'lly made the plane into Paris, honeymooning down by the Seine. Peter Brown called to say ´You can make it OK, you can get married in Gibraltar near Spain'" Cuya traducción sería: "Finalmente aterrizamos en París, pasamos la luna de miel en el Sena. Peter Brown llamó para decir, 'lo pueden hacer, está todo arreglado, se pueden casar en Gibraltar, cerca de España'"